# Wolfgang Kiehl
Wolfgang Kiehl (* 26. Mai 1908 in Berlin; † 31. Oktober 1979) war ein deutscher Mediziner.

## Leben

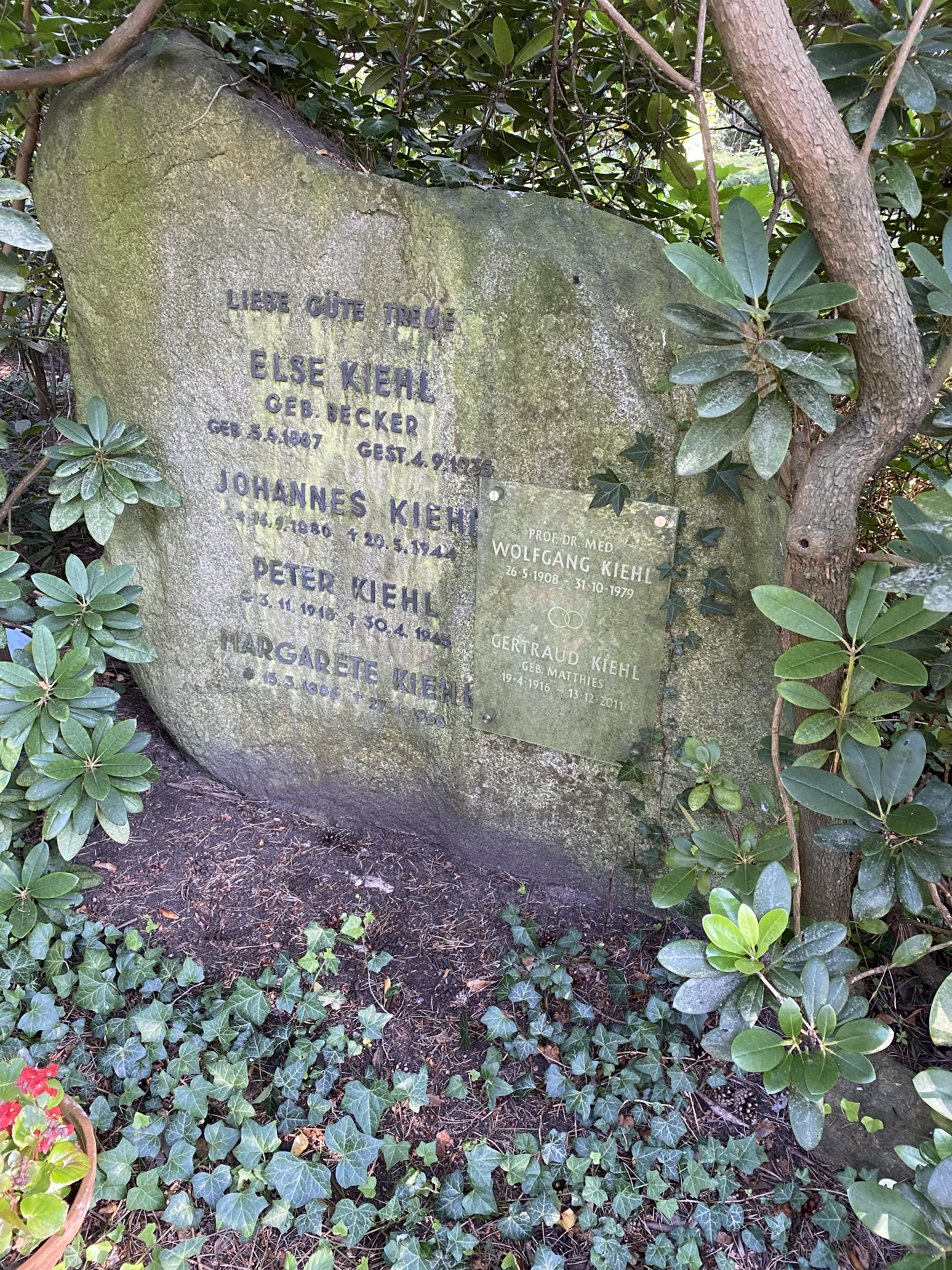
Grabstätte auf dem Waldfriedhof Dahlem

Wolfgang Kiehl war Kinderarzt und später Professor für Kinderheilkunde. Im Zweiten Weltkrieg verschlug es ihn aus Straßburg nach Wernigerode, wo er am 13. August 1945 Leiter einer privaten Kinderklinik mit 80–100 Betten im früheren Hotel „Essener Hof“ in der Forckestraße wurde. 1955 erhielt er eine Professur an der Martin-Luther-Universität Halle-Wittenberg. 1975 beendete er aus alters- und gesundheitlichen Gründen seine Tätigkeit als Direktor der Klinik und trat in den Ruhestand. Im Jahr zuvor hatte er anlässlich des Tages des Gesundheitswesens den Titel Sanitätsrat verliehen bekommen, wodurch in der DDR seine verdienstvolle Tätigkeit im nichtstaatlichen Gesundheitswesen gewürdigt wurde.
Verheiratet war Wolfgang Kiehl mit Gertraud Kiehl geb. Matthies (1916–2011), einer Kindergärtnerin. Sein 1938 geborener ältester Sohn Wolfgang und dessen zwei jüngere Geschwister, darunter Jürgen (1940–2007), wurden ebenfalls Mediziner.
Wolfgang Kiehl ruht in der Familiengrabstätte auf dem Waldfriedhof Dahlem (Feld 011-670).

## Schriften
- Über die Beeinflussung der Schick-Reaktion durch Leerserum, in:  Monatsschrift f. Kinderheilkunde. Bd. 66 u. 67. 1936, S. 339–351. Berlin, Med. Diss., 1936
- Vergleichende Untersuchungen über die körperliche und geistige Entwicklung von Kindern in Krippen und Heimen der Stadt Halle, in: Zeitschrift für ärztliche Forschung, H. 22(1959), S. 1418–1423 (mit H.D. Petermann)